# 埃瑟尔巴赫
埃瑟尔巴赫是德国巴伐利亚州的一个市镇。总面积11.93平方公里，总人口1986人，其中男性949人，女性1037人（2011年12月31日），人口密度166人/平方公里。